# Dishoek
Dishoek (Zeeuws: Disoek) is een dorp aan de Westerschelde in de gemeente Veere, in de Nederlandse provincie Zeeland. Het dorp, gelegen tussen Zoutelande en Vlissingen, telt ongeveer 225 inwoners (2011), maar bestaat voornamelijk uit tijdelijk bewoonde vakantiehuizen. Het dorp is ontstaan als buurtschap van Koudekerke; officieel wordt het tot de woonplaats Koudekerke gerekend. Niettemin is Dishoek, met name dankzij het toerisme, in de twintigste eeuw meer en meer een echt dorp geworden.
Dishoek is, evenals De Vijgheter als uitkijkpost voor Vlissingen gesticht en werd hierdoor veiliger, waardoor mensen dicht bij de plek kwamen wonen. De Vijgheter bestaat niet meer.
Het dorp ligt gelijk aan de voet van de duinen en daarom bezoeken, voornamelijk 's zomers, veel toeristen en inwoners van de omringende dorpen Dishoek vanwege het strand. De hotels, restaurants, campings en fietsenzaak zijn afhankelijk van het toerisme. Met de aanleg van nieuwe parken rond het dorp en bouw van een aantal ruim opgezette nieuwe huizen, probeert Dishoek een "mondaine" status te verkrijgen.
Dishoek komt van het woord dijkshoek. Deze naam kreeg het dorpje omdat het bij een zeedijk lag. Restanten van de dijk zijn nog steeds te zien als bij stormvloed veel zand van het strand is gespoeld.
In de duinen bij Dishoek vond in 1566 de eerste beeldenstorm in de noordelijke Nederlanden plaats.
In de duinen bij Dishoek zorgen de vuurtorens van Kaapduinen voor een lichtlijn om schepen veilig door de vaargeul van het Oostgat te loodsen.

## Topografie
3-D topografisch kaartbeeld van Dishoek, peildatum februari 2018.

## Externe link

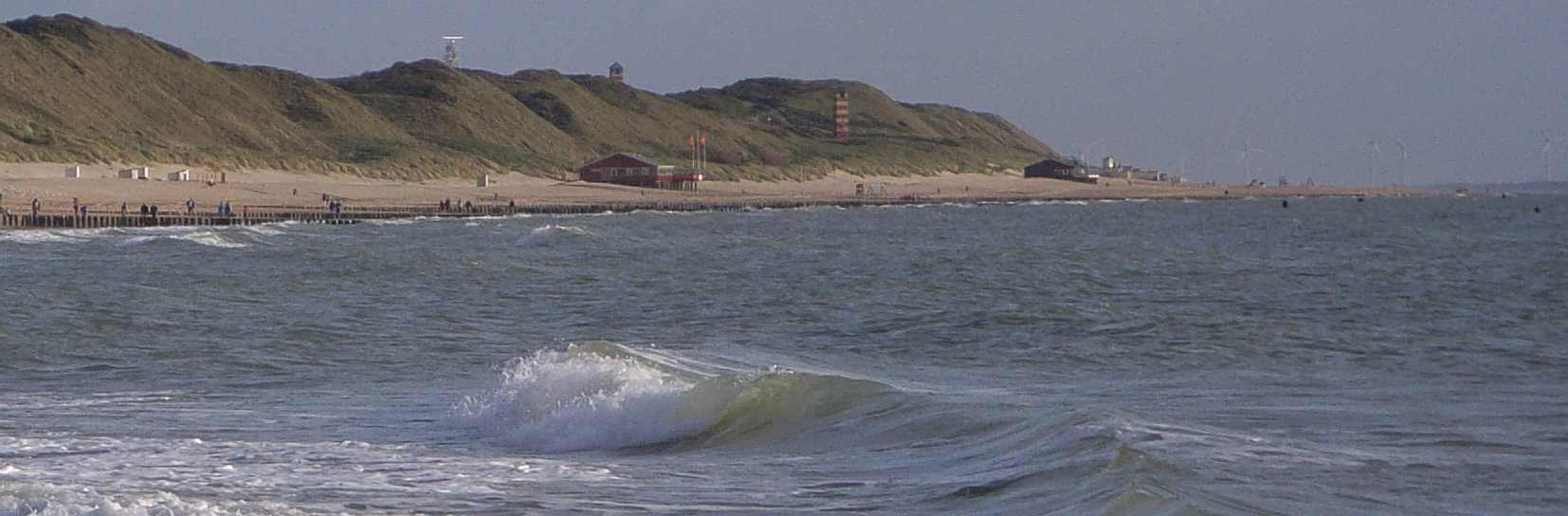
Dishoek